# Новоандріївка (Олександрівська селищна громада)
Новоандрі́ївка — село Олександрівської селищної громади Краматорського району Донецької області, Україна. Населення становить 118 осіб.